# Constantinos Charalambidis
Constantinos Charalambides (griechisch Κωνσταντίνος Χαραλαμπίδης Konstandinos Charalambidis, * 25. Juli 1981 in Nikosia) ist ein ehemaliger zyprischer Fußballspieler, der zuletzt bei AEK Larnaka spielte.

## Karriere
Konstantinos Charalambides begann seine Profikarriere in seiner Geburtsstadt Nikosia bei APOEL Nikosia in der ersten zypriotischen Liga. Bei APOEL spielte sich Charalambides schnell in den Vordergrund und gewann in den folgenden Jahren neben zwei Meisterschaften sowie einem Pokal dreimal den zypriotischen Superpokal. Insgesamt kam Charalambides bei APOEL zu 122 Einsätzen und 25 Toren. Im Januar 2005 wechselte Charalambides schließlich nach Griechenland zu Panathinaikos Athen. Nach anfänglichen Eingewöhnungsproblemen spielte sich der Zyprer bei Panathinaikos in die Stammformation und debütierte erstmals in der UEFA Champions League, wobei ihm gegen Udinese Calcio sein erstes Championsleague-Tor gelang. 2006 wechselte Charalambides im Rahmen eines Tauschgeschäfts auf Leihbasis zu PAOK Thessaloniki. Nachdem PAOK im Januar 2007 allerdings ausstehende Gehaltszahlungen nicht nachkommen konnte, wechselte Charalambides wieder zu Panathinaikos zurück, wo er bis zum Ende der Saison unter Vertrag stand. Im August 2007 verpflichtete ihn der Zweitligist FC Carl Zeiss Jena, im Januar 2008 kehrte er jedoch wieder zu APOEL Nikosia zurück. Nach insgesamt 8,5 Jahren bei APOEL wechselte er im Sommer 2016 zum Ligarivalen AEK Larnaka.
Er bestritt insgesamt 87 Spiele (5 Tore) in den verschiedenen Europapokalwettbewerben.
Charalambides, war ein fester Bestandteil der zyprischen Nationalmannschaft. Er spielte im offensiven Mittelfeld und agierte dabei bevorzugt auf der rechten Angriffsseite.

## Auszeichnungen
- Zypriotischer Meister: 2002, 2004, 2009, 2011, 2013, 2014, 2015, 2016
- Zypriotischer Pokalsieger: 1999, 2008, 2014, 2015
- Zypriotischer Superpokalsieger: 1999, 2002, 2004, 2008, 2009, 2011, 2013